# Chloropoea warburgi
Chloropoea warburgi är en fjärilsart som beskrevs av Aurivillius 1892. Chloropoea warburgi ingår i släktet Chloropoea och familjen praktfjärilar. Inga underarter finns listade i Catalogue of Life.